# Waldemar Wawrzyniak (1927–2018)
Waldemar Wincenty Wawrzyniak (ur. 18 lipca 1927 w Warszawie, zm. 13 września 2018) – polski dyplomata, funkcjonariusz służb bezpieczeństwa i wywiadu cywilnego w stopniu pułkownika, chargé d’affaires w Szwecji (1982–1983).

## Życiorys
Syn Antoniego i Bolesławy. Odbył trzytygodniowy kurs przy Wojewódzkim Urzędzie Bezpieczeństwa Publicznego w Warszawie (listopad–grudzień 1945) oraz dwuletnią Szkołę Departamentu I Ministerstwa Bezpieczeństwa Publicznego w budynku Dworu Ksawerów (1957–1958). Zdał resortowe egzaminy ze znajomości języka angielskiego (1971, 1980). Uzyskał również stopień naukowy doktora.
We wrześniu 1945 skierowany przez Warszawski Komitet Polskiej Partii Robotniczej do pracy w Wojewódzkim Urzędzie Bezpieczeństwa Publicznego w Warszawie, gdzie pracował początkowo w Wydziale I, następnie w Wydziale IV jako p.o. kierownika i kierownik Sekcji III. W 1950 przeszedł do Departamentu IV Ministerstwa Bezpieczeństwa Publicznego (ochrona gospodarki narodowej przed wrogą działalnością) kolejno jako kierownik/starszy referent w Sekcji I Wydziału III, zastępca naczelnika Wydziału III i VII. Po przekształceniach MBP w KBP między 1954 a 1956 kierownik i starszy oficer operacyjny w Departamencie IV Komitetu ds. Bezpieczeństwa Publicznego. Od 1958 związany z Departamentem I MSW, w ramach Wydziału III (wywiad na kierunku niemieckim) i IX (techniki operacyjne) zajmował stanowiska oficerskie i kierownicze. Był m.in. naczelnikiem Wydziału III (od 1970), Wydziału II (od 1977, odpowiedzialny za wywiad przeciwko USA) oraz Wydziału XIV (od 1977, wywiad nielegalny przeciwko USA). W latach 80. doszedł do rangi pułkownika.
Równocześnie pracował pod przykrywką dyplomaty, był delegowany służbowo do Jugosławii i Niemieckiej Republiki Demokratycznej. Od maja 1964 do września 1969 oficer operacyjny waszyngtońskiej rezydentury wywiadu (oficjalnie jako II i I sekretarz ambasady PRL). Pomiędzy październikiem 1972 a wrześniem 1977 kierował wiedeńską rezydenturą, formalnie będąc radcą tamtejszej ambasady. Od sierpnia 1981 do września 1983 pozostawał rezydentem wywiadu w Sztokholmie jako radca ambasady, w tym między lipcem 1982 a kwietniem 1983 chargé d’affaires ad interim tej placówki. W 1983 prawdopodobnie zwolniony ze służby z wilczym biletem ze względu na incydent, w którym zgłosił do szwedzkiego resortu spraw zagranicznych próbę przekazania Polsce tajnych dokumentów NATO.
Zmarł w wieku 91 lat. 21 września 2018 został pochowany na Cmentarzu Bródnowskim w Warszawie.